# کانتونی
کانتونی (چینی ساده‌شده: 广东话، چینی سنتی: 廣東話، ییل: Gwóngdūng wá) گونه رسمی و معیار زبان چینی یوئی است که از شهر گوانگ‌ژو (کانتون) و مناطق اطرافش در جنوب شرق چین ریشه گرفته و زبان گفتاری بیش از ۸۰ میلیون نفر در این مناطق است. گرچه گویشوران این زبان دارای فهم متقابل نسبت به سایر گویشوران زبان‌های یوئی نیستند، گاه عبارت کانتونی برای کل زبان‌های این خانواده استفاده می‌شود.
کانتونی بخشی حیاتی و جدانشدنی از هویت فرهنگی گویشورانش در جنوب شرق چین، هنگ کنگ، ماکائو و همین‌طور جوامع دور از وطن است. در سرزمین اصلی چین کانتونی زبان میانجی استان گوانگ‌دونگ (به دلیل اینکه زبان بیشینه در دلتای رود مروارید است) و مناطق همجوار همچون گوانگشی است. کانتونی زبان بیشینه و رسمی هنگ کنگ و ماکائو نیز به‌شمار می‌رود و همچنین در میان جوامع چینی آسیای جنوب شرقی (بیشتر ویتنام، مالزی، سنگاپور و در حد کمتری کامبوج) و جهان غرب کاربرد دارد.
گرچه کانتونی واژگان مشترک بسیاری با ماندارین دارد، اما به دلیل تفاوت در واژگان و همین‌طور دستور زبان و تلفظ، سخنوران این دو زبان چینی دارای فهم متقابل نسبت به یکدیگر نیستند. ساختار جمله، به ویژه مکان قرارگیری فعل، گاهی بین این دو نوع متفاوت است. تفاوت قابل توجهی بین کانتونی و ماندارین در چگونگی نوشتن واژگان است؛ هر دو زبان به صورت کلمه به کلمه نوشته می‌شوند، اما تعداد کمی از سخنوران کانتونی از شکل همه واژگان نوشتاری کانتونی آگاهی دارند و به ناچار از واژگان ماندارین استفاده می‌کنند؛ بنابراین یک گونه نوشتاری رسمی کانتونی که بیشتر شبیه به گونه نوشتاری ماندارین است، کاربرد دارد. در نتیجه یک متن کانتونی و یک متن ماندارین ممکن است شبیه به نظر برسند اما به صورت متفاوتی تلفظ شوند.

## نام‌ها
در زبان فارسی همچون انگلیسی از نام کانتونی برای نام این زبان استفاده می‌شود که کمی مبهم است. خود کانتونی گویشی از این زبان است که در کانتون یا همان گوانگ‌ژو رایج است. کانتونی همچنین می‌تواند به کل خانواده زبان‌های چینی یوئی (粵語؛ 粤语؛ Yuhtyúh) که علاوه بر کانتونی، شامل زبان‌هایی همچون تایشانی و گائویانگی است نیز اشاره کند. با توجه به چیرگی کانتونی بر سایر زبان‌های یوئی، گاه به آن «کانتونی معیار» (標準粵語؛ 标准粤语؛ Bīujéun Yuhtyúh) نیز می‌گویند.
به‌طور تاریخی، سخنوران این زبان به آن «زبان کانتون» یا «زبان گوانگ‌ژو» (廣州話؛ 广州话؛ Gwóngjāu wá) می‌گفتند. امروزه این اصطلاح خارج از گوانگ‌ژو چندان کاربرد ندارد. در گوانگ‌دونگ و گوانگشی مردم به آن «گفتار مرکز استان» (省城話؛ 省城话؛ Sáangsìng wá) یا «گفتار دشت» (白話؛ 白话؛ Baahkwá) می‌گویند. در مجامع علمی، به این زبان «گفتار بخش کانتون» (廣府話؛ 广府话؛ Gwóngfú wá) گفته می‌شود.
در هنگ کنگ و ماکائو و همچنین در میان جوامع چینی خارج از کشور، به این زبان «گفتار گوانگ‌دونگ» (廣東話؛ 广东话؛ Gwóngdūng wá) یا به سادگی «چینی» (中文؛ Jūngmán) گفته می‌شود. در سرزمین اصلی چین، اصطلاح «گفتار گوانگ‌دونگ» به‌طور فزاینده ای در بین گویشوران بومی و غیربومی مورد استفاده قرار می‌گیرد. با توجه به تاریخ توسعهٔ زبان‌ها و گویش‌های یوئی در دوران دودمان تانگ مهاجر به این منطقه، در میان جوامع چینی خارج از کشور گاه به این زبان «گفتار تانگ» (唐話؛ Tòhng wá) گفته می‌شود.

## تاریخ
منشأ کانتونی به دلیل فقدان منابع تاریخی صرفاً با حدس و گمان است. آغاز شکل‌گیری اختلافات گویشی در چین باستان از اوایل دوره بهار و پاییز (۷۷۰–۴۷۶ پیش از میلاد) ذکر شده‌است. برخی منابع گمان می‌برند که کانتونی، به همراه انواع وو و شیانگ، از اوایل حکمرانی دودمان چین (۲۲۱–۲۰۶ پیش از میلاد) شکل گرفت. به محض پایان یافتن سلسله چین، منطقه لین‌نان (اکنون گوانگ‌دونگ و فوجیان) توسط مردم هان، که زبان هان را آورده بودند، اشغال شد. هان که در منابع ادبی به آن گویش شمالی نیز گفته می‌شود، در دوره سلسله چین به عنوان زبان معیار مورد استفاده قرار گرفت. یک دوره طولانی آشفتگی سیاسی و جدایی جغرافیایی پس از دودمان هان (۲۰۲ پیش از میلاد تا ۲۲۰ میلادی) باعث دور شدن گویش‌های محلی از گویش شمالی بود. تعامل با مردم محلی نیز به شکل‌گیری یک گویش مشخص که اکنون به عنوان چینی یوئی شناخته می‌شود، کمک کرد. اگرچه در مستندات تاریخی به روشنی بیان نشده‌است، اما عموماً توافق می‌شود که حکمرانی دودمان تانگ (۶۱۸–۹۰۷ میلادی) باعث تمایز هرچه بیشتر کانتونی از دیگر گویش‌های چینی شد.
کانتونی به دلیل اینکه گوانگژو در سده هجدهم مرکز تجارت خارجی چین بود، بیش از سایر گونه‌های چینی با جهان غرب تعامل داشت. نیاکان بیشتر ساکنان هنگ کنگ و ماکائو از آن دوران تا قرن بیستم، به ویژه پس از واگذاری آن دو به بریتانیا و پرتغال، از گوانگژو و پیرامونش به این مناطق مهاجرت کردند. پس از انقلاب شین‌های در ۱۹۱۲، کانتونی می‌رفت که به زبان رسمی جمهوری چین تبدیل شود، اما با اختلاف کمی این وضعیت را از دست داد.
در سرزمین اصلی چین، چینی معیار (بر پایه ماندارین) به ویژه پس از چیرگی کمونیست‌ها در سال ۱۹۴۹، به عنوان زبان رسمی و زبان آموزشی در مدارس بسیار تبلیغ می‌شود. با این وجود، کانتونی همچنان چه در زمان استعمار و چه پس از آن، در هنگ کنگ و ماکائو به عنوان گونه رسمی چینی باقی مانده‌است.

## پراکندگی جغرافیایی
از حدود ۶۴ میلیون نفر گویشور کانتونی، بیش از ۴۶ میلیون در جنوب چین و ۵ میلیون نفر در هنگ کنگ حضور دارند. مالزی (۷۵۰٬۰۰۰)، ویتنام (۵۰۰٬۰۰۰)، ماکائو (۵۰۰٬۰۰۰)، سنگاپور (۳۳٬۰۰۰) و اندونزی (۱۸٬۰۰۰) از دیگر مناطق دارای گویشور کانتونی هستند. همچنین جوامع بزرگ چینی کانتونی در کانادا (چندصد هزار)، ایالات متحده آمریکا (مثلاً ۱۸۰٬۰۰۰ نفر در سان فرانسیسکو)، استرالیا، بریتانیا، پاناما، هلند و برخی دیگر از کشورهای اروپایی حضور دارند. جوامع کوچکتری (کمتر از ۳۰٬۰۰۰ گویشور) در تایلند، نیوزیلند، فیلیپین، کاستاریکا، برونئی و نائورو یافت می‌شوند.

## واج‌شناسی

### آغاز و پایان
واکه‌های کانتونی نسبت به ماندارین تمایل به پیروی بیشتری از چینی میانه دارند. تلفظ معیار زبان کانتونی گویش شهر کانتون (گوانگ‌ژو) است. کانتونی هنگ کنگی دارای تغییرات جزئی در واج‌شناسی است، اما تا حد زیادی با کانتونی معیار گوانگ‌ژو یکسان است.
در هنگ کنگ و ماکائو، جفت‌های واجی مشخصی با یکدیگر ادغام شده‌اند. این موارد به عنوان «صدای تنبل» (懶 音) شناخته می‌شوند و جزء تلفظ‌های ویژهٔ گوانگ‌ژو هستند، اما تا اوایل قرن بیستم در این سرزمین‌ها نیز رواج داشته‌اند. قابل توجه‌ترین تفاوت بین تلفظ هنگ کنگ و گوانگ‌ژو تعویض تلفظ بینی (/L/) با بینی (/n/) در بسیاری از کلمات است. برای نمونه، واژهٔ تو (你) در گوانگ‌ژو نِیه (néih) و در هنگ کنگ لِیه (léih) تلفظ می‌شود.
یکی دیگر از ویژگی‌های کلیدی کانتونی هنگ کنگ، ادغام دو هجای بینی /ŋ̩/ و /m̩/ است. در گوانگ‌ژو این دو هجا مجزا هستند اما در هنگ کنگ اولی در دومی ادغام می‌شود و به شکل آن تلفظ می‌شود. همچنین اگر در پی /kʷ/ و /kʷʰ/ در آغاز کلمات /ɔ:/ بیاید، این دو به /k/ و /kʰ/ ادغام می‌شوند. این ویژگی برخلاف دو مورد پیشین در هر دو گویش گوانگ‌ژو و هنگ کنگ وجود دارد. مثلاً واژه کشور (國) به جای گوُک (gwok)، با ادغام به صورت «گُک» (gok) تلفظ می‌شود.

### نواخت‌ها
کانتونی معیار دارای ۶ نواخت به شرح زیر است:
| نوع هجا                      |                    |                    |                       |                           |                     |                        |
| ---------------------------- | ------------------ | ------------------ | --------------------- | ------------------------- | ------------------- | ---------------------- |
| نام نواخت                    | dark flat (陰平)   | dark rising (陰上) | dark departing (陰去) | light flat (陽平)         | light rising (陽上) | light departing (陽去) |
| توصیف                        | سطح بالا، افت بالا | خیز بالا           | سطح میانه             | افت پایین، سطح خیلی پایین | خیز پاین            | سطح پایین              |
| شماره نواخت در ییل و یوت‌پینگ | ۱                  | ۲                  | ۳                     | ۴                         | ۵                   | ۶                      |
| نمونه                        | 詩                 | 史                 | 試                    | 時                        | 市                  | 是                     |
| نماد نواخت                   | si:˥, si:˥˧        | si:˧˥              | si:˧                  | si:˨˩, si:˩               | si:˩˧               | si:˨                   |
| تفکیک‌کننده در آی‌پی‌ای         | sí:, sî:           | sǐ:                | sī:                   | si̖:, sı̏:                  | si̗:                 | sì:                    |
| تفکیک‌کننده در ییل            | sī, sì             | sí                 | si                    | sìh                       | síh                 | sih                    |

برای نمونه در کانتونی به موارد زیر برمی‌خوریم:
| نماد  | یوت‌پینگ | نوع                 | معنی      |
| ----- | ------- | ------------------- | --------- |
| 诗/詩 | si1     | سطح بالا، افت بالا  | «شعر»     |
| 史    | si2     | خیز بالا            | «تاریخ»   |
| 弒    | si3     | سطح میانه           | «کشتن»    |
| 时/時 | si4     | افت پایین           | «زمان»    |
| 市    | si5     | خیز پایین           | «فروشگاه» |
| 是    | si6     | سطح پایین           | «بله»     |
| 色    | sik1    | سطح بالا (ایستاده)  | «رنگ»     |
| 锡/錫 | sik3    | سطح میانه (ایستاده) | «قلع»     |
| 食    | sik6    | سطح پایین (ایستاده) | «خوردن»   |

## کانتونی نوشتاری
از آنجا که کانتونی در هنگ کنگ، ماکائو و دیگر جوامع چینی در خارج از کشور کاربرد زیادی دارد، معمولاً با نویسه‌های چینی سنتی نوشته می‌شود اما این شامل نویسه‌های اضافی و همچنین نویسه‌هایی با معانی متفاوت از زبان چینی است که به دلیل وجود کلماتی است که یا در چینی معیار وجود ندارند یا با کانتونی گفتاری مطابقت دارند. سامانه کانتونی نوشتاری اغلب در زمینه‌های محاوره‌ای مانند مجلات سرگرمی و رسانه‌های اجتماعی و همچنین در تبلیغات کاربرد دارد.
در مقابل، نویسه‌های چینی استاندارد همچنان در ادبیات رسمی، اسناد حرفه‌ای و دولتی، زیرنویس‌های تلویزیونی و فیلم و رسانه‌های خبری همچنان مورد استفاده قرار می‌گیرند. با این وجود، نویسه‌های کانتونی محاوره‌ای ممکن است در ارتباطات مکتوب رسمی همانند شهادت‌های حقوقی و روزنامه‌ها هنگام نقل قول سخنان کسی حضور داشته باشند.